# 雷納斯巷站
雷納斯巷站（英語：Rayners Lane tube station）是倫敦地鐵大都會線鄂克斯橋支線和皮卡迪利線的轉乘站，位於倫敦西北部的雷納斯巷地區。本站屬於倫敦第5收費區。

## 歷史
大都會鐵路哈羅至鄂克斯橋延伸段於1904年7月4日啟用，當時只有萊斯里普站一個中途站，因此鐵路尚未於雷納斯巷設站。北米德爾塞克斯地區的持續發展使大都會鐵路在哈羅至鄂克斯橋沿線逐步增設車站，以促進沿線的房屋發展。雷納斯巷站於1906年5月26日啟用。雷納斯的名稱源自於當地一位農民，他的名字是丹尼爾雷納斯。
1910年3月1日，區域鐵路從南哈羅延伸至本站以東的雷納斯巷交匯處，並於該處匯入大都會鐵路。自此區域鐵路得以服務雷納斯巷至鄂克斯橋各站。1933年10月23日，本站的區域線服務由皮卡迪利線取代。
1930年代，本站週邊土地發展成住宅區哈羅花園村莊。自此使用本站的人數由1930年的全年22,000人次上升到1937年的400萬人次。本站改造期間，一座臨時用木搭建的票務大堂和附屬商店於1935年3月14日啟用，使車站改造工程得以展開。1938年8月8日，改造後的新車站落成啟用。
本站現已被評為英格蘭二級歷史建築，其特點是以磚和玻璃建成的大型立方體售票廳。售票廳頂部是平坦的鋼筋混凝土屋頂和同期建造車站典型的幾何圖案。
在車站西邊，軌道之間有一條倒車線，皮卡迪利線有部分列車會以本站為終點站，並在這裡換向。兩條位於車站以南的側線已被廢棄，亦與運行線路沒有連接。 2017年底，這些側線被移除。

## 接駁交通
倫敦巴士398、H9、H10和H12號均服務此站。

## 車站相片

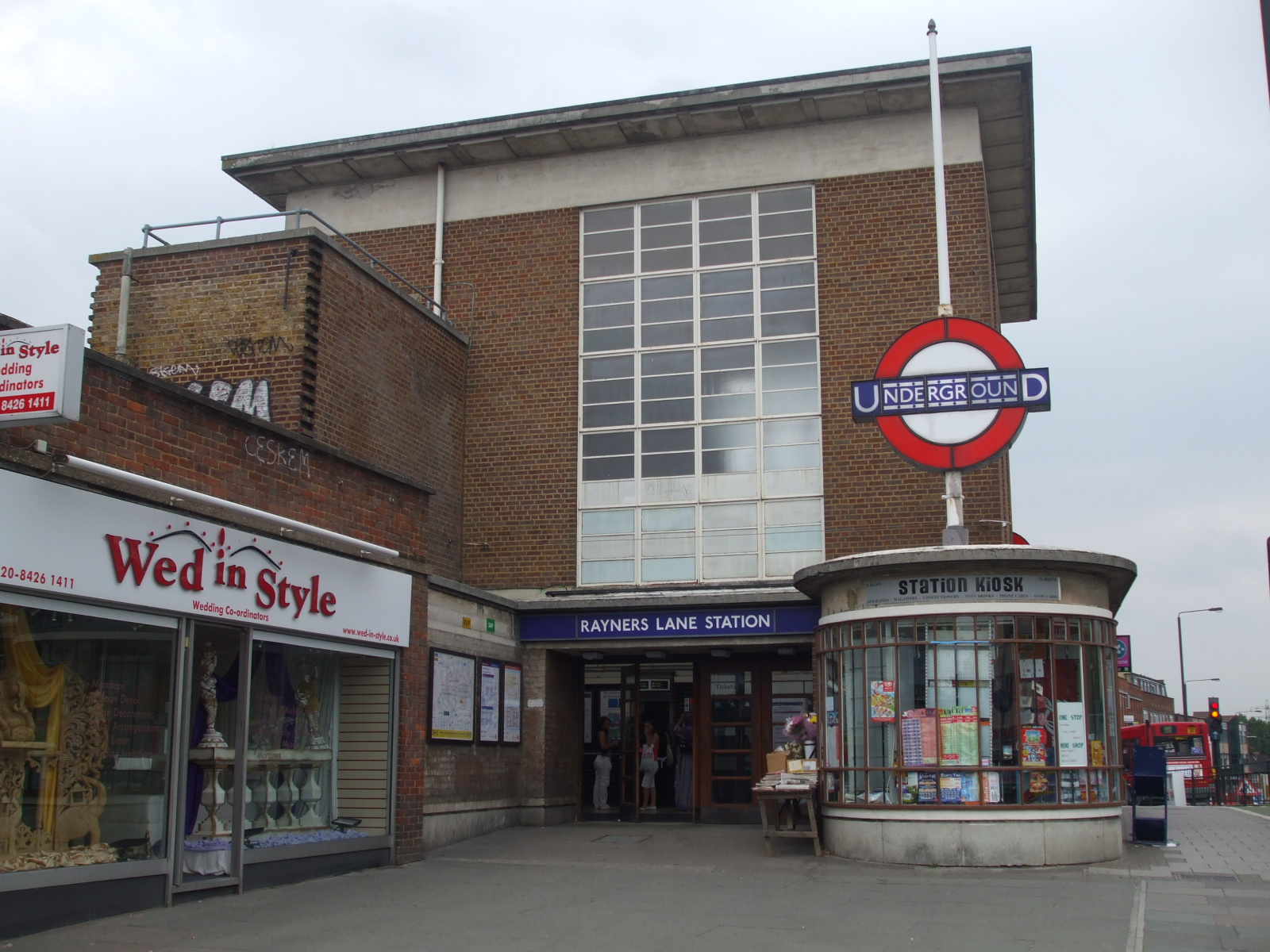
車站建築南側的出口
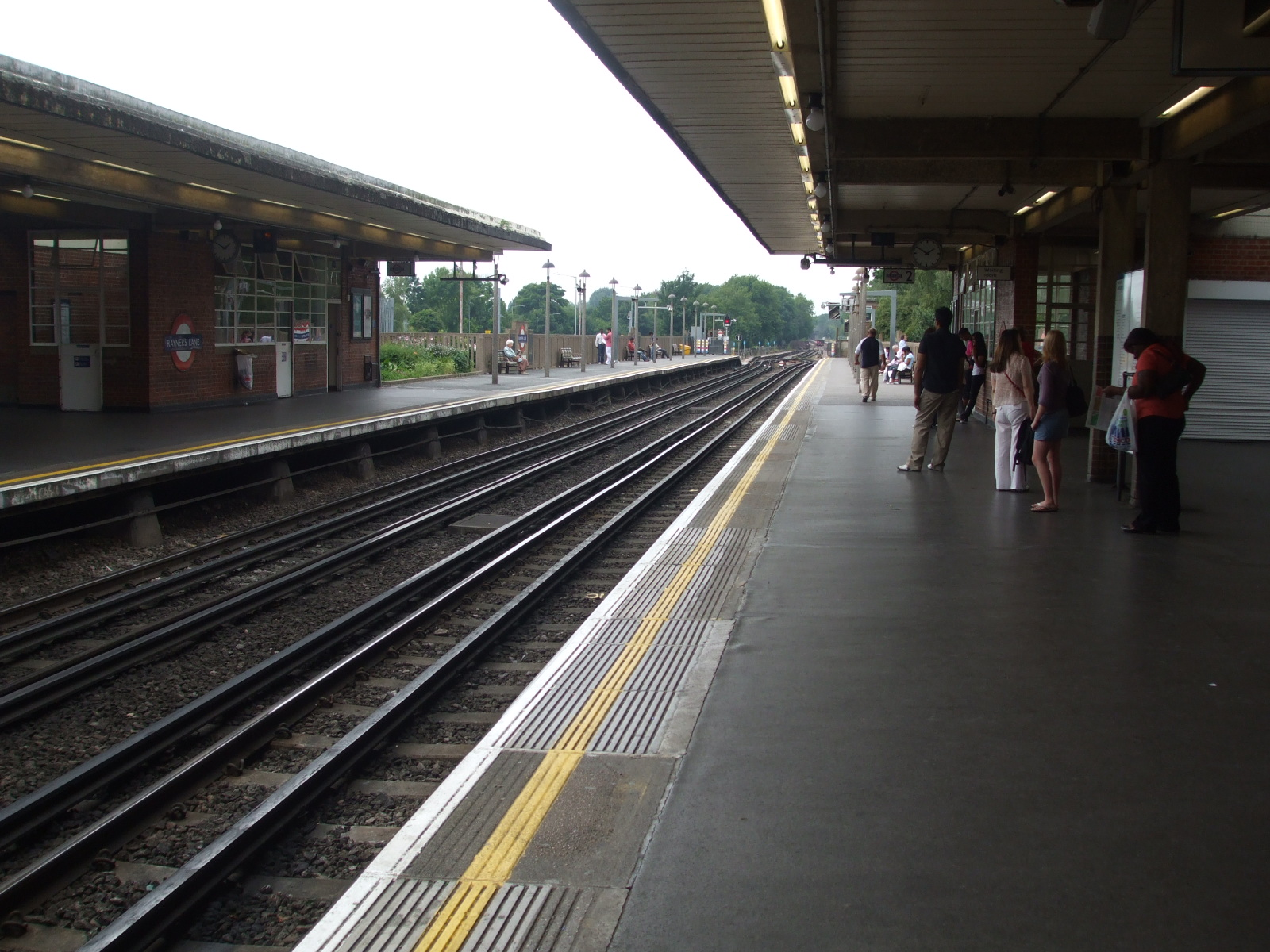
東側月台，視角向西
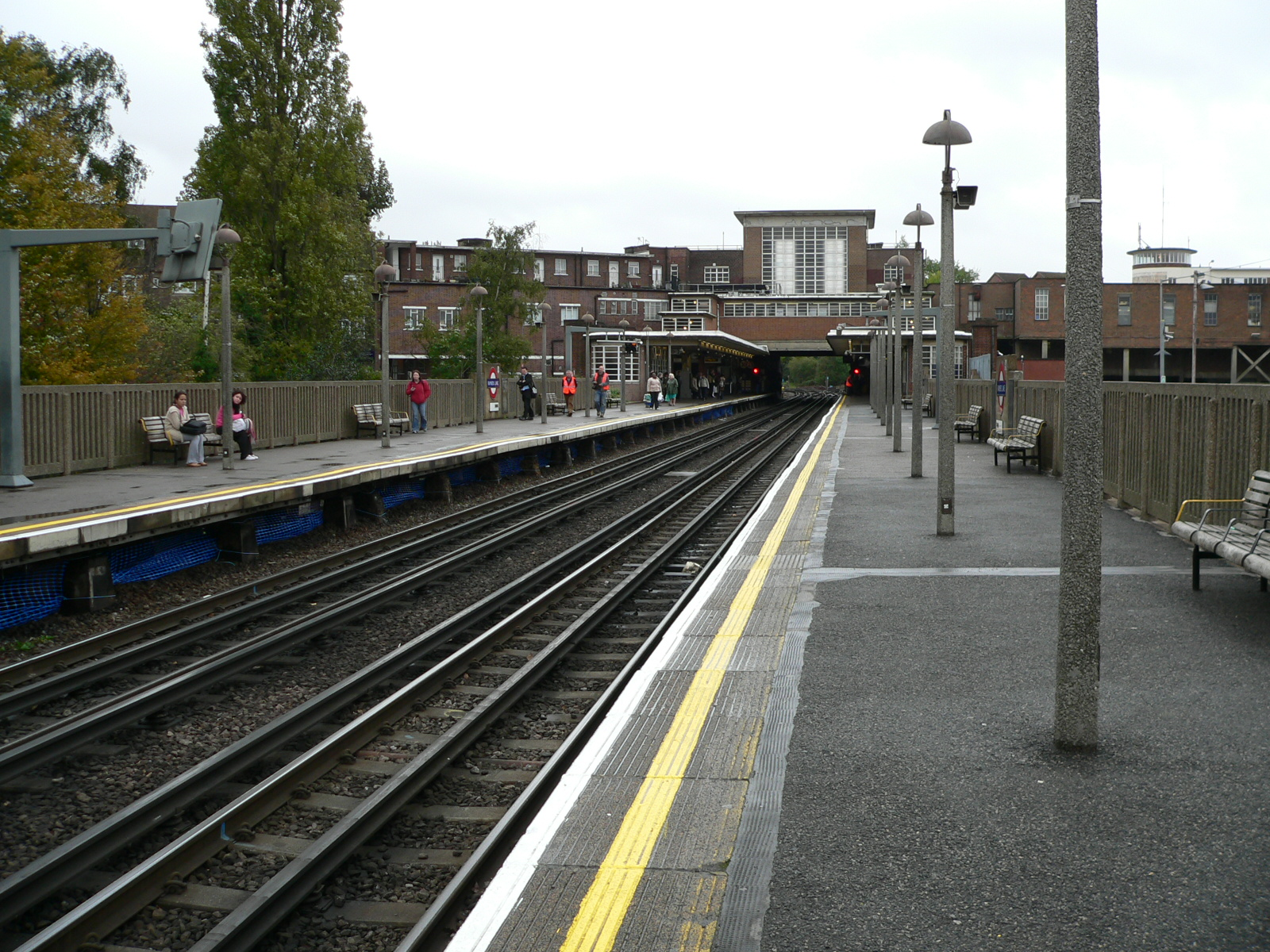
西側月台，視角朝東
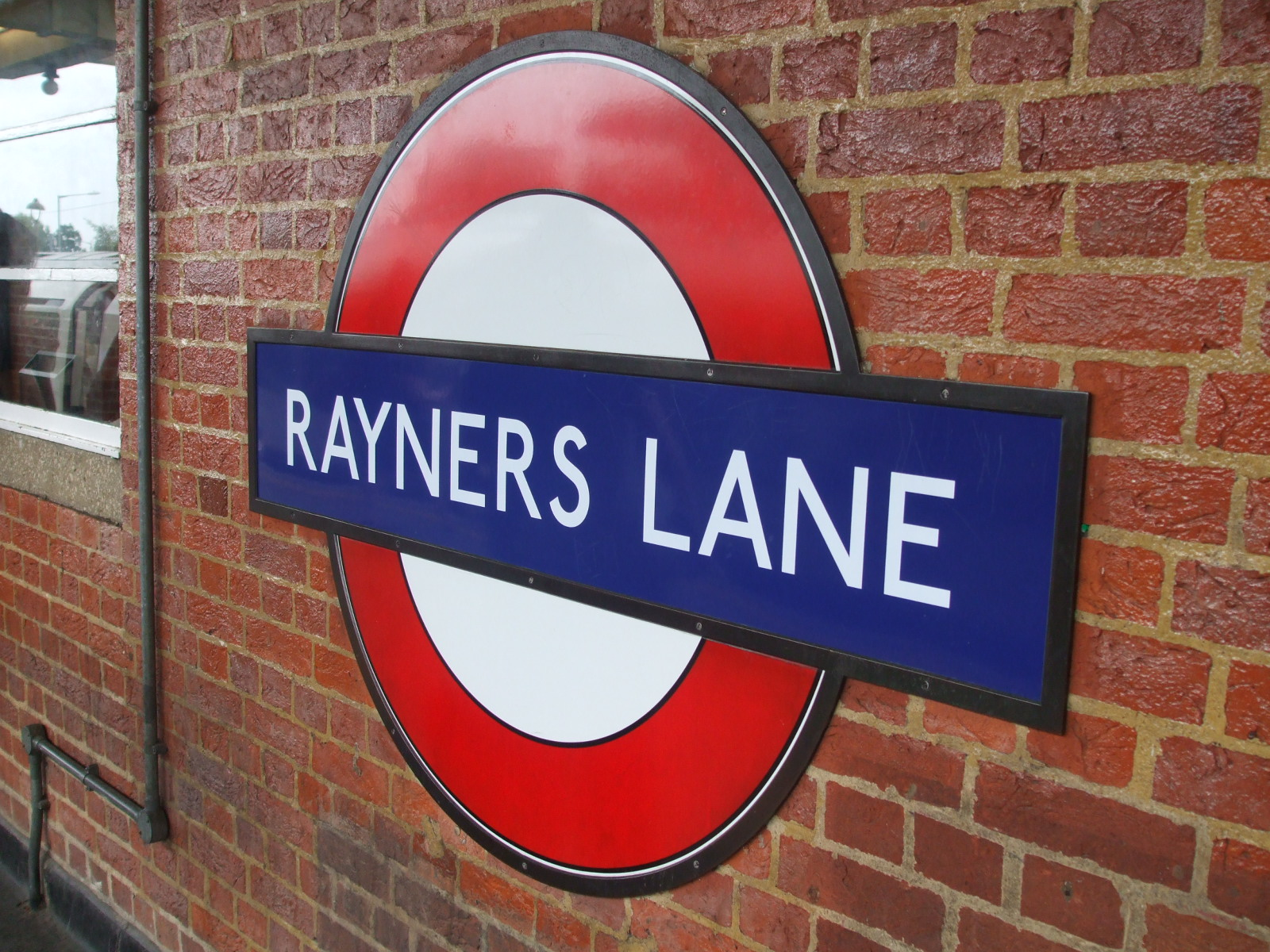
車站站標
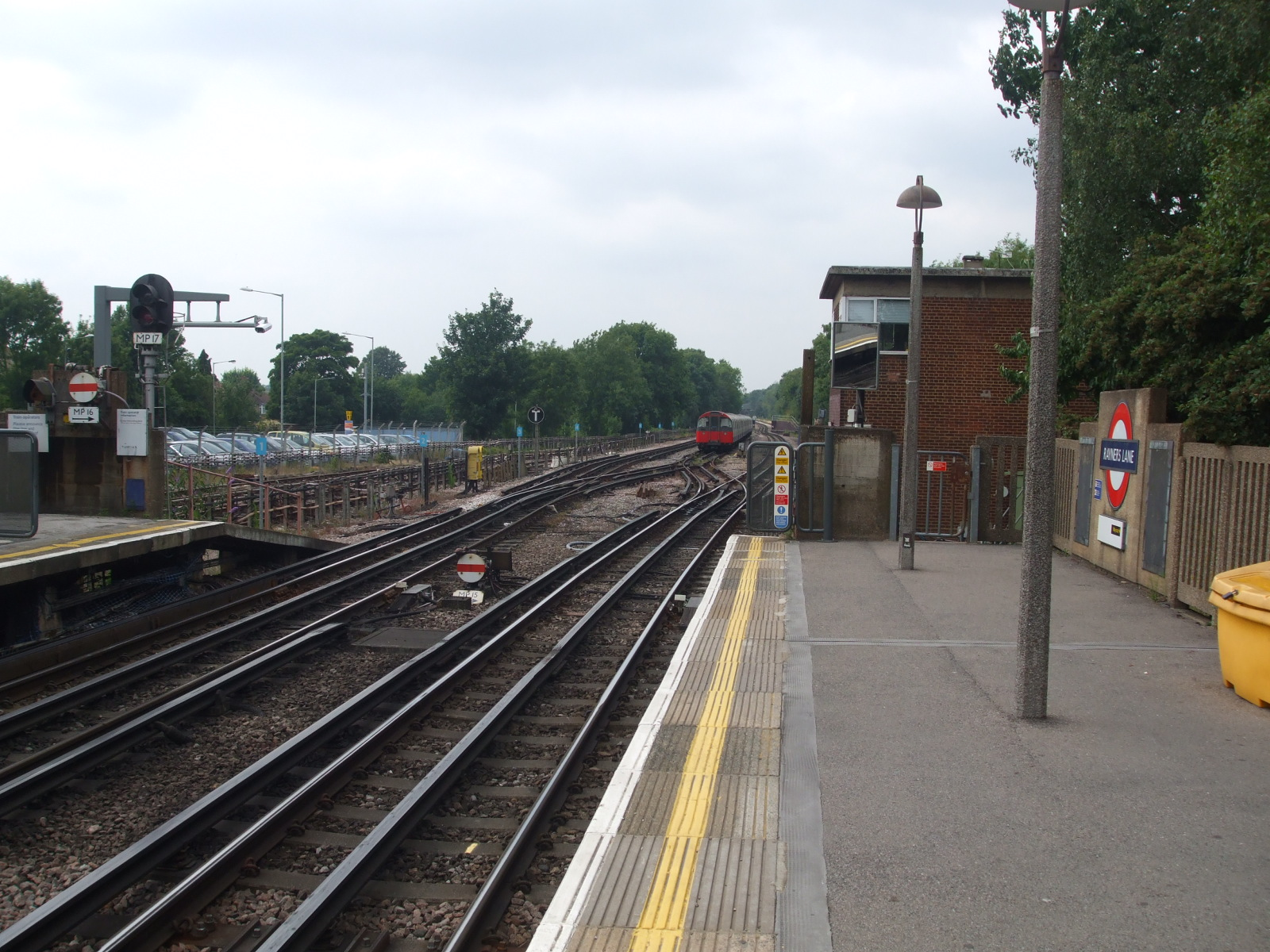

## 外部連結
- . Tube live departure boards. Transport for London.   [2016-02-29]. （原始内容存档于2012-09-07）.
- . Photographic Archive. London Transport Museum. （原始内容存档于2014-01-26）.
  - Platforms at Rayners Lane station, 1934 One platform shows a London Underground style roundel name board, the other a Metropolitan Railway Diamond name board.
  - New station building, 1938
  - View of platforms, 1938